# Wutthipan Pantalee
Wutthipan Pantalee (thailändisch วุฒิพันธ์ พันธะลี, * 30. April 1985 in Kalasin) ist ein thailändischer Fußballspieler.

## Karriere
Wutthipan Pantalee stand von 2007 bis 2008 beim Sriracha FC unter Vertrag. Der Verein aus Sriracha spielte in der zweithöchsten Liga des Landes, der Thai Premier League Division 1. 2008 wurde er mit Sriracha Vizemeister und stieg in die erste Liga auf. Nach dem Aufstieg verließ er den Verein und schloss sich Anfang 2009 dem Erstligisten Bangkok United an. Mit dem Verein aus Bangkok musste er Ende 2010 in die zweite Liga absteigen. Nachdem der Verein 2012 den dritten Tabellenplatz belegt hatte, stieg man wieder in die erste Liga auf. Nach dem Aufstieg wechselte er Anfang 2013 zum Drittligisten Chiangmai FC nach Chiangmai. Ende 2013 wurde er mit Chiangmai Meister und stieg in die zweite Liga auf. 2016 nahm ihn der Zweitligist PT Prachuap FC aus Prachuap für zwei Jahre unter Vertrag. Mit Prachuap wurde er Ende 2017 Tabellendritter und stieg in die erste Liga auf. Trat FC, ein Zweitligist aus Trat, nahm ihn die Saison 2018 unter Vertrag. Mit Trat wurde er Ende 2018 Vizemeister und stieg abermals in die erste Liga auf. Die Hinserie 2019 spielte er beim Zweitligisten Ayutthaya United FC. Die Rückserie 2019 schloss er sich dem Drittligisten Phrae United FC aus Phrae an. Mit dem Klub wurde er 2019 Vizemeister der dritten Liga und stieg somit in die zweite Liga auf. Am Ende der Saison 2021/22 wurde sein Vertrag in Phrae nicht verlängert.

## Erfolge
Sriracha FC
- Thai Premier League Division 1: 2008 (Vizemeister)  ▲

Chiangmai FC
- Regional League Division 2 – Northern Region: 2013  ▲

Trat FC
- Thai League 2: 2018  ▲

Phrae United FC
- Thai League 3 – Upper Region: 2019 (Vizemeister)  ▲